# إيغور ساتورو
إيغور ساتورو (بالبرتغالية: Igor Sartori) (8 يناير 1993 في ريو دي جانيرو في البرازيل – )؛ هو لاعب كرة قدم كان يلعب كمهاجم.

## وصلات خارجية
- إيغور ساتورو على موقع رابطة كرة القدم اليابانية للمحترفين (اليابانية)
- إيغور ساتورو على موقع قاعدة بيانات كرة القدم.إي يو (الإنجليزية)
- إيغور ساتورو على موقع Soccerway.com (الإنجليزية)
- إيغور ساتورو على موقع عالم كرة القدم.نت (الإنجليزية)